# Experimento de Michelson-Gale-Pearson
El experimento de Michelson-Gale-Pearson (1925) es una versión modificada del experimento de Michelson-Morley y del dispositivo de Sagnac. Mide el efecto Sagnac debido a la rotación de la tierra, por lo que sirvió para poner a prueba las teorías de la relatividad especial y del éter luminífero en un sistema de referencia con la Tierra en rotación.

## Experimento
Albert A. Michelson fue quien propuso el experimento por primera vez en 1904 (no se realizó hasta 1925). Su objeto era comprobar si la rotación de la Tierra tiene un efecto en la propagación de la luz en la proximidad de su superficie. 
El experimento de Michelson-Gale era un interferómetro de anillo muy grande (con un perímetro de 1.9 kilómetros), con el tamaño necesario para detectar la velocidad angular de la Tierra. Como el experimento original de Michelson-Morley, la versión de Michelson-Gale-Pearson comparaba la luz de una única fuente (un arco voltaico de carbono) después de viajar en dos direcciones opuestas. La modificación principal era que se reemplazaron los dos "brazos" del montaje original de Michelson y Morley por dos rectángulos, uno mucho más grande que el otro. La luz era enviada a los rectángulos, reflejándose en los espejos de las esquinas, y regresaban al punto de partida. La luz que salía de los dos rectángulos era comparada en una pantalla tal se hacía en el experimento original. El cambio del patrón de interferencia esperado de acuerdo con el éter estacionario y con la relatividad especial fue deducido por Michelson:
{\displaystyle \Delta ={\frac {4A\omega \sin \phi }{\lambda c}}}

## Resultado
Un resultado del experimento fue que la velocidad angular de la Tierra medida por procedimientos astronómicos quedó confirmada con una exactitud mejorada. El interferómetro de anillo del experimento de Michelson-Gale no se podía calibrar por comparación con una referencia exterior (debido a que el propio interferómetro estaba fijado a la Tierra, y por lo tanto, sometido a su rotación). La posición teórica central del patrón de interferencia en ausencia de giro, se dedujo de las condiciones del interferómetro. El desplazamiento medido fue de 230 partes en 1000, con una exactitud de 5 partes en 1000. El cambio pronosticado era de 237 partes en 1000. Según Michelson y Gale, el experimento es compatible tanto con la idea del éter estacionario, como con la relatividad especial.
Como ya fue señalado por Michelson en 1904, un resultado positivo en estos experimentos contradice la hipótesis del arrastre completo del éter. Por otro lado, el concepto del éter estacionario está de acuerdo con este resultado, aunque contradice (con la excepción del éter de Lorentz) el resultado del experimento Michelson-Morley. Por lo tanto, la relatividad especial es la única teoría que explica satisfactoriamente los resultados de ambos experimentos. El experimento es compatible con la relatividad por la misma razón que lo es cualquier experimento donde se mida el efecto Sagnac. Ahora bien, la rotación es absoluta en la relatividad especial, porque no hay un marco inercial de referencia en el que el dispositivo entero esté en reposo durante el proceso completo de rotación. Es por esto que los recorridos de los dos rayos son diferentes en todos estos marcos de referencia, obteniéndose necesariamente un resultado positivo. En relatividad especial es posible definir sistemas de referencia en rotación (coordenadas de Born), aunque incluso en estos sistemas la velocidad de la luz no es uniforme en áreas extensas, así que también en este caso se darían resultados positivos. Actualmente, el efecto Sagnac debido a la rotación de la tierra es rutinariamente incorporado a los cálculos efectuados dentro de la operativa del sistema GPS.